# Volta a la Gran Bretanya 2015

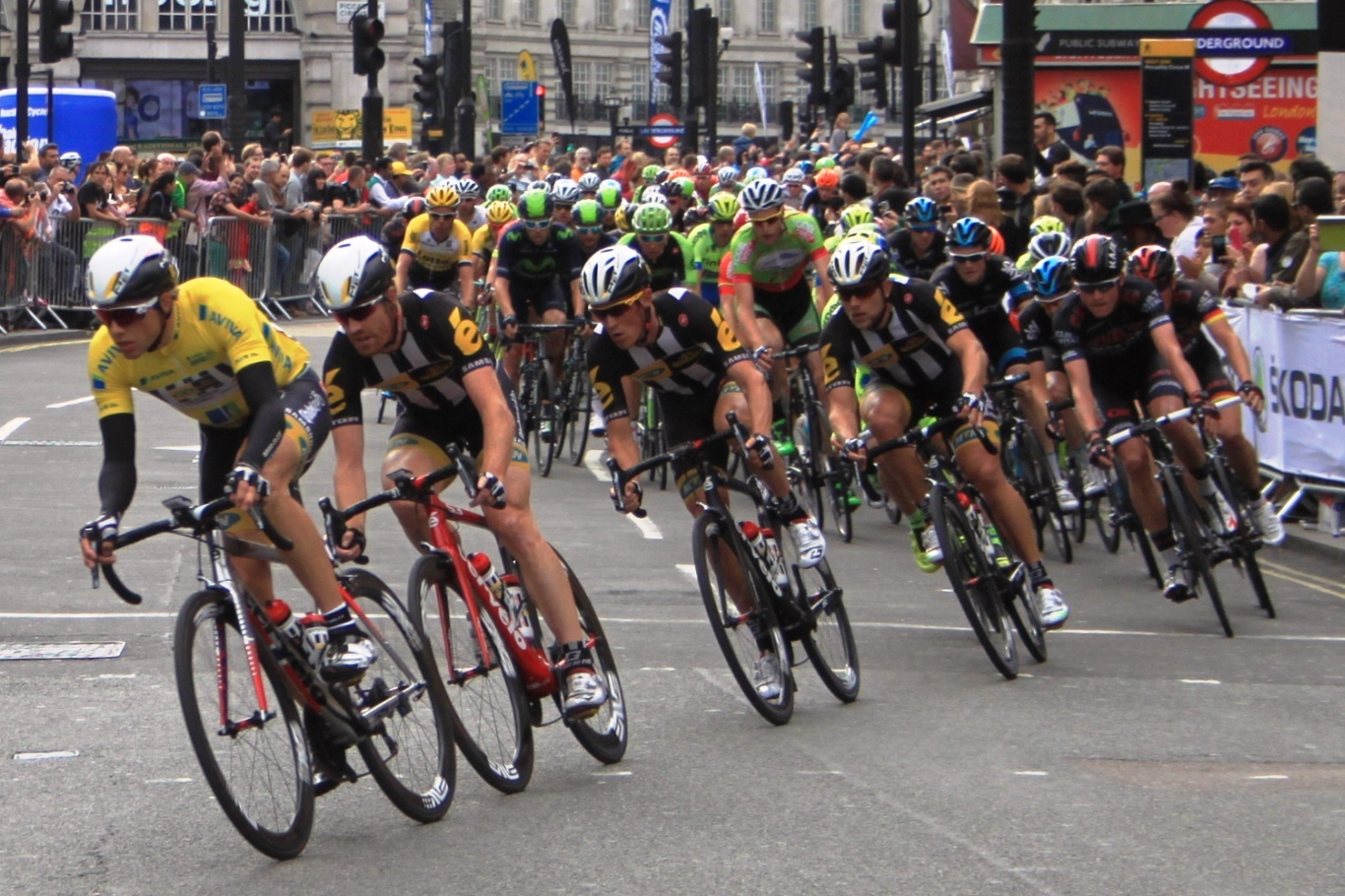
Fotografia de la vuitena etapa.

La Volta a la Gran Bretanya 2015, 12a edició del Volta a la Gran Bretanya, es disputà entre el 6 i el 13 de setembre de 2015 sobre un recorregut de 1.451 km repartits vuit etapes. L'inici de la cursa fou a Beaumaris, mentre el final fou a Londres. La cursa formava part del calendari de l'UCI Europa Tour 2015, amb una categoria 2.1.
El vencedor final fou el noruec Edvald Boasson Hagen (MTN Qhubeka), amb 13 segons sobre el neerlandès Wout Poels (Team Sky) i 42" sobre el britànic Owain Doull (Cult Energy). En les altres classificacions Doull guanyà la classificació dels punts, Peter Williams (ONE Pro Cycling) la muntanya i les metes volants i el Cannondale-Garmin la classificació per equips.

## Equips
L'organització convidà a prendre part en la cursa a nou equips World Tour, tres equips continentals professionals, set equips continentals i un equip nacional:
- equips World Tour: BMC Racing Team, Cannondale-Garmin, Etixx-Quick Step, IAM Cycling, Team LottoNL-Jumbo, Lotto Soudal, Movistar Team, Team Sky, Team Tinkoff-Saxo
- equips continentals professionals: Cult Energy, MTN Qhubeka, Novo Nordisk
- equips continentals: An Post–Chain Reaction, JLT-Condor, Madison-Genesis, NFTO, ONE Pro Cycling, Team Raleigh, WIGGINS
- equip nacional: selecció del Regne Unit

## Etapes
| Etapa | Data           | Recorregut                       |                           | Km  | Vencedor d'etapa       | Líder de la general        | Ref.  |
| ----- | -------------- | -------------------------------- | ------------------------- | --- | ---------------------- | -------------------------- | ----- |
| 1a    | 6 de setembre  | Beaumaris – Wrexham              | Etapa plana               | 177 | Elia Viviani (ITA)     | Elia Viviani (ITA)         | [ 1 ] |
| 2     | 7 de setembre  | Clitheroe – Colne                | Etapa plana               | 162 | Petr Vakoč (CZE)       | Petr Vakoč (CZE)           | [ 2 ] |
| 3     | 8 de setembre  | Cockermouth – Floors Castle      | Etapa de mitja muntanya   | 216 | Elia Viviani (ITA)     | Juan José Lobato (ESP)     | [ 3 ] |
| 4     | 9 de setembre  | Edimburg – Blyth                 | Etapa accidentada         | 218 | Fernando Gaviria (COL) | Juan José Lobato (ESP)     | [ 4 ] |
| 5     | 10 de setembre | Prudhoe – Hartside Fell, Cumbria | Etapa accidentada         | 171 | Wout Poels (NED)       | Edvald Boasson Hagen (NOR) | [ 5 ] |
| 6     | 11 de setembre | Stoke-on-Trent – Nottingham      | Etapa plana               | 189 | Matteo Trentin (ITA)   | Edvald Boasson Hagen (NOR) | [ 6 ] |
| 7     | 12 de setembre | Fakenham – Ipswich               | Etapa accidentada         | 225 | André Greipel (GER)    | Edvald Boasson Hagen (NOR) | [ 7 ] |
| 8     | 13 de setembre | Londres – Londres                | contrarellotge individual | 93  | Elia Viviani (ITA)     | Edvald Boasson Hagen (NOR) | [ 8 ] |

## Classificació final
|    | Rider                      | Team                   | Time        |
| -- | -------------------------- | ---------------------- | ----------- |
| 1  | Edvald Boasson Hagen (NOR) | MTN Qhubeka            | 34h 52' 52" |
| 2  | Wout Poels (NED)           | Team Sky               | + 13"       |
| 3  | Owain Doull (GBR)          | WIGGINS                | + 42"       |
| 4  | Rasmus Guldhammer (DEN)    | Cult Energy            | + 43"       |
| 5  | Zdeněk Štybar (CZE)        | Etixx-Quick Step       | + 51"       |
| 6  | Rubén Fernández (ESP)      | Movistar Team          | + 51"       |
| 7  | Steven Kruijswijk (NED)    | Team LottoNL-Jumbo     | + 51"       |
| 8  | Dylan van Baarle (NED)     | Cannondale-Garmin      | + 53"       |
| 9  | Chris Anker Sørensen (DEN) | Team Tinkoff-Saxo      | + 59"       |
| 10 | Xandro Meurisse (BEL)      | An Post–Chain Reaction | + 1' 02"    |

## Evolució de les classificacions
| Etapa | Vencedor         | Classificació general | Classificació metes volant | Classificació muntanya | Classificació per punts | Classificació per equips |
| ----- | ---------------- | --------------------- | -------------------------- | ---------------------- | ----------------------- | ------------------------ |
| 1     | Elia Viviani     | Elia Viviani          | Conor Dunne                | Kristian House         | Elia Viviani            | Team Sky                 |
| 2     | Petr Vakoč       | Petr Vakoč            | Peter Williams             | Tom Stewart            | Juan José Lobato        | Etixx-Quick Step         |
| 3     | Elia Viviani     | Juan José Lobato      | Peter Williams             | Tom Stewart            | Juan José Lobato        | Etixx-Quick Step         |
| 4     | Fernando Gaviria | Juan José Lobato      | Peter Williams             | Tom Stewart            | Owain Doull             | Etixx-Quick Step         |
| 5     | Wout Poels       | Edvald Boasson Hagen  | Peter Williams             | Peter Williams         | Owain Doull             | Movistar Team            |
| 6     | Matteo Trentin   | Edvald Boasson Hagen  | Peter Williams             | Peter Williams         | Owain Doull             | Cannondale-Garmin        |
| 7     | André Greipel    | Edvald Boasson Hagen  | Peter Williams             | Peter Williams         | Owain Doull             | Cannondale-Garmin        |
| 8     | Elia Viviani     | Edvald Boasson Hagen  | Peter Williams             | Peter Williams         | Owain Doull             | Cannondale-Garmin        |
| Final | Final            | Edvald Boasson Hagen  | Peter Williams             | Peter Williams         | Owain Doull             | Cannondale-Garmin        |